# Malmgreniella phillipensis
Malmgreniella phillipensis är en ringmaskart som först beskrevs av Knox och Cameron 1971.  Malmgreniella phillipensis ingår i släktet Malmgreniella och familjen Polynoidae. Inga underarter finns listade i Catalogue of Life.